# Corallancyla durantoni
Corallancyla durantoni là một loài bọ cánh cứng trong họ Cerambycidae.